# Liste der Biografien/Braj
Liste der Biografien |
Portal Biografien |
Personensuche
# |
A |
B |
C |
D |
E |
F |
G |
H |
I |
J |
K |
L |
M |
N |
O |
P |
Q |
R |
S |
T |
U |
V |
W |
X |
Y |
Z |
?
 
Ba |
Be |
Bd |
Bg |
Bh |
Bi |
Bj |
Bl |
Bm |
Bn |
Bo |
Br |
Bs |
Bu |
Bw |
By |
Bz
 
Bra |
Brc |
Brd |
Bre |
Brg |
Bri |
Brj |
Brk |
Brl |
Brn |
Bro |
Brp–Brt |
Bru |
Brv |
Bry |
Brz
 
Braa |
Brab |
Brac |
Brad |
Brae |
Braf |
Brag |
Brah |
Brai |
Braj |
Brak |
Bral |
Bram |
Bran |
Brao |
Braq |
Brar |
Bras |
Brat |
Brau |
Brav |
Braw |
Brax |
Bray |
Braz
Die Liste der Biografien führt alle Personen auf, die in der deutschsprachigen Wikipedia einen Artikel haben. Dieses ist eine Teilliste mit 10 Einträgen von Personen, deren Namen mit den Buchstaben „Braj“ beginnt.

## Braj

### Braja
- Brajanac, Muamer (* 2001), dänischer Fußballspieler

### Brajd
- Brajdić, Anamarija (* 1987), kroatische Biathletin

### Braje
- Brajer, Sven (* 1984), deutscher Historiker, Museologe und Journalist

### Braji
- Brajić, Vukašin (* 1984), bosnisch-herzegowinischer Pop-/Rockmusiker

### Brajk
- Brajković, Davor (* 1995), bosnischer Fußballspieler
- Brajković, Elvis (* 1969), kroatischer Fußballspieler
- Brajkovič, Janez (* 1983), slowenischer Radrennfahrer
- Brajkovic, Luka (* 1999), österreichischer Basketballspieler

### Brajs
- Brajša, Jelena (1935–2021), jugoslawische bzw. kroatische humanitäre Persönlichkeit

### Brajt
- Brajtschewskyj, Mychajlo (1924–2001), ukrainischer Archäologe, Historiker, Dichter und Maler